# Josef Proškovec
Josef Proškovec (15. srpna 1927 – 26. prosince 2017) byl český a československý politik Komunistické strany Československa a poúnorový poslanec Národního shromáždění ČSSR a Sněmovny lidu Federálního shromáždění.

## Biografie
K roku 1968 se zmiňuje coby ředitel výzkumného ústavu z obvodu Plzeň-město severovýchod. V 90. letech 20. století se uvádí jako likvidátor společnosti ITT - CZECH z Plzně. Byl také členem vedení Vědeckotechnické společnosti západních Čech.
Ve volbách roku 1964 byl zvolen za KSČ do Národního shromáždění ČSSR za Západočeský kraj. V Národním shromáždění zasedal až do konce volebního období parlamentu v roce 1968.
Po federalizaci Československa usedl roku 1969 do Sněmovny lidu Federálního shromáždění (volební obvod Plzeň-město severovýchod), kde setrval konce volebního období parlamentu, tedy do voleb roku 1971.